# Ваљо Сера
Ваљо Сера (итал. Vaglio Serra) је насеље у Италији у округу Асти, региону Пијемонт.
Према процени из 2011. у насељу је живело 151 становника. Насеље се налази на надморској висини од 271 м.

## Становништво
| 1931. | 1936. | 1951. | 1961. | 1971. | 1981. | 1991. | 2001. | 2011. |
| ----- | ----- | ----- | ----- | ----- | ----- | ----- | ----- | ----- |
| 620   | 638   | 582   | 453   | 379   | 296   | 273   | 298   | 284   |